# Heimdal (krater)
För andra betydelser, se Heimdall (olika betydelser).
Heimdal är en nedslagskrater på planeten Mars. Den namngavs efter den norska byn Heimdal.
Heimdal har en diameter på 10 km.